# 7-mands fodbold under sommer-PL 2008
7-mands fodboldturneringen under Sommer-PL 2008 i Beijing, bliver afholdt 8. – 16. september 2008. Der bliver først spillet et gruppespil med 4 hold i hver pulje. De to øverste hold i hver gruppe går videre til semifinalerne.

## Indledende runde

### Gruppe A
| Plads | Hold      | Kampe | Sejre | Uafgj. | Tabte | Mål    | Points |
| ----- | --------- | ----- | ----- | ------ | ----- | ------ | ------ |
| 1     | Rusland   | 3     | 3     | 0      | 0     | 21 – 1 | 9      |
| 3     | Brasilien | 3     | 2     | 0      | 1     | 9 – 3  | 6      |
| 4     | Holland   | 3     | 1     | 0      | 2     | 8 – 3  | 3      |
| 2     | Kina      | 3     | 0     | 0      | 3     | 0 – 14 | 0      |

| 8. september  |      |           |
| Rusland       | 6–0  | Kina      |
| Brasilien     | 1–0  | Holland   |
| 10. september |      |           |
| Rusland       | 12–1 | Holland   |
| Brasilien     | 8–0  | Kina      |
| 12. september |      |           |
| Rusland       | 3–0  | Brasilien |
| Holland       | 8–1  | Kina      |

### Gruppe B
| Plads | Hold           | Kampe | Sejre | Uafgj. | Tabte | Mål    | Points |
| ----- | -------------- | ----- | ----- | ------ | ----- | ------ | ------ |
| 1     | Ukraine        | 3     | 3     | 0      | 0     | 19 – 1 | 9      |
| 2     | Iran           | 3     | 2     | 0      | 1     | 7 – 6  | 6      |
| 3     | Irland         | 3     | 0     | 1      | 2     | 3 – 5  | 2      |
| 4     | Storbritannien | 3     | 0     | 1      | 2     | 2 – 9  | 2      |

| 8. september   |     |                |
| Iran           | 4–2 | Irland         |
| Ukraine        | 8–1 | Storbritannien |
| 10. september  |     |                |
| Iran           | 3–0 | Storbritannien |
| Ukraine        | 7–0 | Irland         |
| 12. september  |     |                |
| Iran           | 0–4 | Ukraine        |
| Storbritannien | 1–1 | Irland         |

## Semifinaler
| 14. september |     |         |
| Brasilien     | 0–6 | Ukraine |
| Rusland       | 5–0 | Iran    |

## Broncekamp
| 16. september |     |      |
| Brasilien     | 0–4 | Iran |

## Finale
| 16. september |     |         |
| Ukraine       | 2–1 | Rusland |

## Medaljer
| PL 2008 | Land    |
| ------- | ------- |
| Guld    | Ukraine |
| Sølv    | Rusland |
| Bronze  | Iran    |